# Ormeniș, Alba

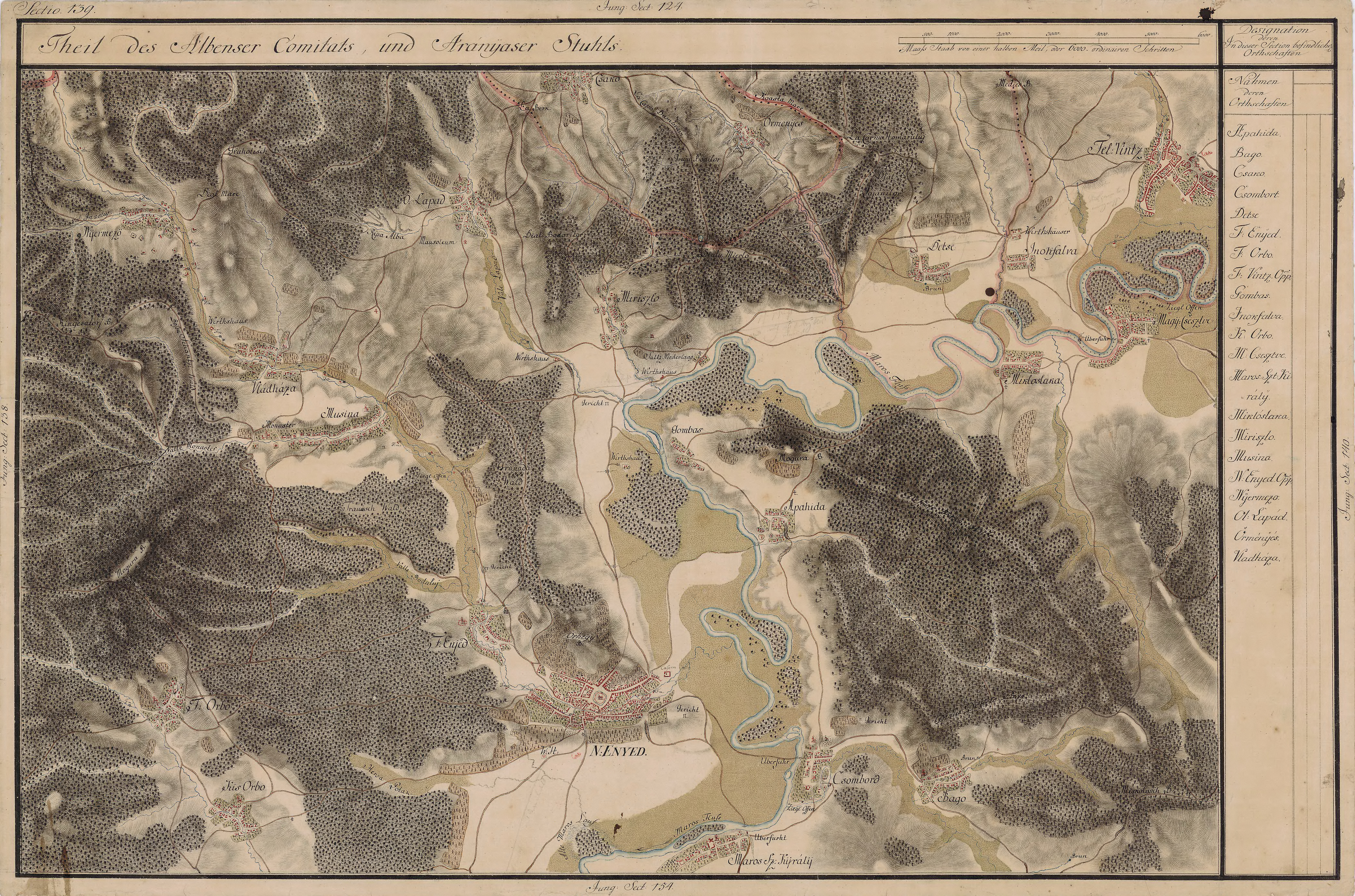
Ormeniş (Örményes) pe Harta Iosefină a Transilvaniei,
1769-1773 (Sectio 139)

Ormeniș (în maghiară Marosörményes, adică Ormenișul de Mureș), este un sat în comuna Mirăslău din județul Alba, Transilvania, România.

## Date geografice
Altitudinea medie: 368 m.

## Istoric
Siturile arheologice de la Ormeniș din punctul “Cânepiști” sunt înscrise pe lista monumentelor istorice din județul Alba elaborată de Ministerul Culturii și Patrimoniului Național din România în anul 2010. 
Sat pare întemeiat de secui, dar rămâne de aflat de ce satul poartă numele MarosÖrményes, adică Armenișul (satul armenilor) de pe Mureș.
Datele de arhivă indică ca din secolul al XVI-lea sarul are locuitori preponderent români (printre care mulți mici nobili români). 
Pe Harta Iosefină a Transilvaniei din 1769-1773 (Sectio 139) apare sub numele de Örményes.
Până în anul 1876 a aparținut Scaunului Secuiesc al Arieșului.

## Lăcașuri de cult
- Biserica Greco-Catolică, din piatră, construită în anul 1876.

## Date economice
Exploatări de nisip cuarțos.